# Timothy L. Tyler

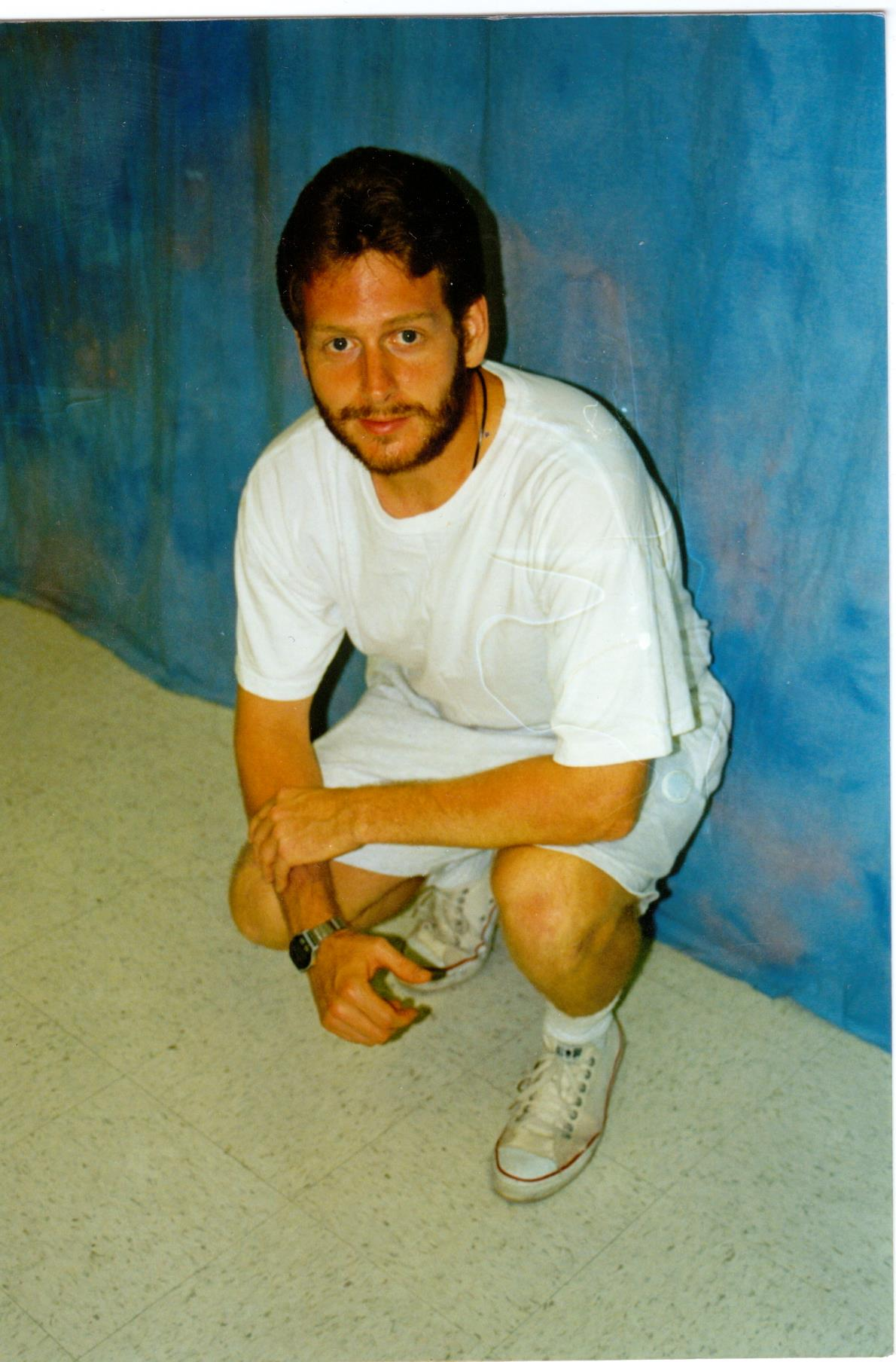
Timothy Leonard Tyler en 2013.

Timothy Leonard Tyler (nacido en 1968) es un estadounidense que fue condenado a cadena perpetua por posesión y distribución de LSD (o "ácido") en virtud de la ley federal de los tres castigos.   En agosto de 2016, después de cumplir 24 años y 27 días tras las rejas, el presidente Barack Obama concedió a Tyler el indulto. Fue puesto en libertad el 30 de agosto de 2018. 

## Historia
Tyler se crio en Connecticut y Florida, donde asistió a Lakewood Senior High School, donde se graduó en 1986. Sus padres estaban divorciados y su padrastro abusó física y emocionalmente de él. Sufrió depresión cuando era niño y tuvo episodios que resultaron en al menos seis hospitalizaciones de emergencia por salud mental.   
Después de graduarse, realizó una gira por el país asistiendo a conciertos de Grateful Dead, donde vendía masa frita, batidos de frutas, cerveza y refrescos. También consumía y vendía marihuana y LSD. Fue arrestado por primera vez en Panama City (Florida), por posesión de LSD y puesto en libertad bajo palabra. Se produjo un segundo arresto que resultó en tres años de libertad condicional. Tyler reanudó su gira con Grateful Dead y envió LSD a un amigo que fue arrestado por posesión de marihuana y que se convirtió en informante confidencial de la Administración de Control de Drogas (DEA).   Durante un período de dos meses, este informante, trabajando con la DEA, le pidió a Tyler que le enviara LSD por correo cinco veces, lo cual Tyler hizo. Tyler envió el paquete a la dirección de su padre, implicándolo en el crimen. 

## Sentencia
Según un memorando previo a la sentencia, Tyler fue acusado de vender 1.300 dosis de ácido, encontradas en 13 hojas de papel y equivalentes a varios gramos de líquido. Según el memorando preparado por su oficial de libertad condicional, obtuvo unos 3.000 dólares de "una conspiración muy vaga" que implicaba la venta de ácido a "amigos, familiares y conocidos de negocios". Tyler se declaró culpable de distribución de drogas. 
En 1992, a los 24 años, fue sentenciado a cadena perpetua sin libertad condicional debido a sus dos condenas anteriores por drogas (por las cuales no cumplió condena en prisión) bajo la ley federal de tres strikes.   Según las estipulaciones de la ley, el juez no pudo considerar la adicción a las drogas, la falta de conducta violenta, los problemas de salud mental o la juventud de Tyler al determinar su sentencia.
Debido a que los paquetes de LSD fueron enviados al padre de Tyler, este fue declarado culpable de conspiración. Recibió una sentencia de 10 años y murió en prisión.  Su amigo, que trabajaba como informante confidencial, cumplió 10 años.  

## Vida en prisión
Después de su condena, Tyler fue encarcelado en la Penitenciaría de los Estados Unidos, Canaan en Pensilvania. A partir de 2016, se encontraba recluido en la Institución Correccional Federal, Jesup, una prisión federal de seguridad media.  Debido a las prohibiciones carcelarias contra la música, Tyler pasó 20 años desde el momento de su arresto inicial sin escuchar música de Grateful Dead, excepto la que su hermana podía tocar para él en el tiempo limitado que le asignaban por teléfono. En 2012, a los reclusos se les permitió comprar reproductores de música digitales.  
En 2013, el senador Rand Paul destacó el caso de Tyler y escribió que "debería haber sido castigado por vender drogas, pero no debería tener que pasar el resto de su vida en prisión por ello. Hoy, Timothy tiene 45 años y probablemente pasará el resto de su vida en prisión". el resto de su vida tras las rejas, no porque un juez pensara que era un castigo adecuado, sino porque una ley federal arbitraria así lo exigía". 
Más de 400.000 personas firmaron una petición en Change.org pidiendo al presidente Barack Obama que concediera el indulto a Tyler.  En agosto de 2016, se le concedió el indulto y posteriormente fue puesto en libertad el 30 de agosto de 2018.  